# Allan Botschinsky
Allan Botschinsky (* 29. März 1940 in Kopenhagen, Dänemark; † 26. November 2020) war  ein dänischer Jazzmusiker (Trompete, Flügelhorn, Komposition, Arrangement), Dirigent und Produzent.

## Leben und Wirken
Botschinsky stammt aus einer musikalischen Familie (sein Vater spielte als Berufsmusiker Fagott), und er wuchs mit klassischer Hausmusik auf. Im Alter von 11 Jahren begann er, Trompete zu spielen. Zwischen 1953 und 1955 wurde er am Königlichen Dänischen Konservatorium ausgebildet. 1956 wurde er als Berufsmusiker Mitglied der Big Band von Ib Glindemann; zudem arbeitete er mit Bent Axen (1959) und Bent Jædig sowie mit in Kopenhagen ansässigen oder gastierenden Musikern wie Kenny Dorham, Dexter Gordon, Thad Jones, Ben Webster und Oscar Pettiford. 1963 bildete er sich in New York an der Manhattan School of Music weiter.
Seit 1964 gehörte Botschinsky  zur Danish Radio Big Band. In der Zeit beim Radio arbeitete er auch als Dirigent und Arrangeur. Er dirigierte mehrfach beim Dansk Melodi Grand Prix und zwischen 1979 und 1983 alle dänischen Beiträge zum Eurovision Song Contest.
Seit den 1970er Jahren ging Botschinsky mit Mal Waldron, dem European Trumpet Summit und dem European Jazz Ensemble auf Tournee, spielte als Solist in Peter Herbolzheimers Big Band Rhythm Combination & Brass und verlegte sein Betätigungsfeld vermehrt nach Deutschland; er zog nach Hamburg, wo er 1985 seine spätere Frau Marion Kaempfert (die Tochter von Bert Kaempfert) kennenlernte.
Mit Niels-Henning Ørsted Pedersen hatte Botschinsky  ein Duo. Neben dem Blechbläserquartett First Brass mit Derek Watkins, sowie Bart und Erik van Lier hatte er in den späteren 1980er und 1990er Jahren eine weitere Formation mit Musikern wie George Mraz, Victor Lewis, Lars Danielsson, Charles Fambrough und Jeff Hirshfield, mit der er eine Reihe von Alben für das Label M.A. Music einspielte. Dieses Label wurde 1987 von Marion Kaempfert und Botschinsky gegründet; er war als Arrangeur und Produzent für das Label tätig. Seit Sentiments (1983) hat sich Botschinsky vermehrt der Komposition von Werken in klassischer Orchester- bzw. Kammermusikbesetzung gewidmet. Für Orchester entstanden u. a. die Werke Dronning Dagmar Patchwork und Turnus. Zu seinen letzten Werken gehört die Reihe Colours – Werke für verschiedene Soloinstrumente, die inspiriert wurden aus der Verbindung von Musik und Farben.

## Auszeichnungen
1963 wurde Botschinsky als dänischer „Jazzmusiker des Jahres“ geehrt. Für seine Third-Stream-Komposition „Sentiments“ wurde er 1983 ausgezeichnet. Das dänische Fernsehen porträtierte sein Schaffen 1984 in der Sendung „The Music of Allan Botschinsky“; im selben Jahr erhielt er den Ben Webster Prize.

## Auswahldiskographie
Als Leader
- First Brass (M.A. Music 1986, mit Derek Watkins, Bart van Lier, Erik van Lier)
- Duologue (M.A. Music 1987, mit Niels-Henning Ørsted Pedersen)
- Allan Botschinsky Quintet: The Night (M.A. Music 1988, mit Ove Ingemarsson, Thomas Clausen, Lars Danielsson, Victor Lewis)
- Allan Botschinsky Quartet: Last Summer (M.A. Music 1991, mit Dave Stryker, George Mraz, Victor Lewis)
- I’ve Got Another Rhythm (M.A. Music 1994, mit Dave Stryker, Charles Fambrough, Jeff Hirshfield)
- Allan Botschinsky Quintet: Live at the Tivoli Gardens 1996 (Stunt Records 2022, mit Bent Jædig, Jacob Fischer, Jesper Lundgaard, Alex Riel)[3]

Als Sideman
- Bent Axen: Axen (Steeplechase, 1959–61)
- Oscar Pettiford: Montmartre Blues (Black Lion, 1959/60)
- Kenny Dorham: Short Story (Steeplechase, 1963)
- Ben Webster: Masters of Jazz – Ben Webster (Storyville, 1968–70)
- Dexter Gordon: More Than You Know (Steeplechase, 1975), Strings And Things (SC, 1976)
- Peter Herbolzheimers Rhythm Combination & Brass: Bandfire (1981), Fat Man Boogie (1981), Fatman Two: Tribute to Swing (1982), Big Band Bebop (1983), More Bebop (1984; alle Koala Records)
- Nils Lindberg: Saxes Galore/Brass Galore (Bluebell 1979/81)
- Ernie Wilkins Big Band: Montreux (Steeplechase 1983)
- European Jazz Ensemble: At the Philharmonie Cologne (MA Music 1989, mit Manfred Schoof, Enrico Rava, Philip Catherine, Gerd Dudek, Uschi Brüning, Ali Haurand)
- Bill Evans: Treasures: Solo, Trio and Orchestra Recordings from Denmark (1965–1969) (Elemental Music, 2023)